# Hemidactylus turcicus
Hemidactylus turcicus là một loài thằn lằn trong họ Gekkonidae. Loài này được Linnaeus mô tả khoa học đầu tiên năm 1758.

## Hình ảnh

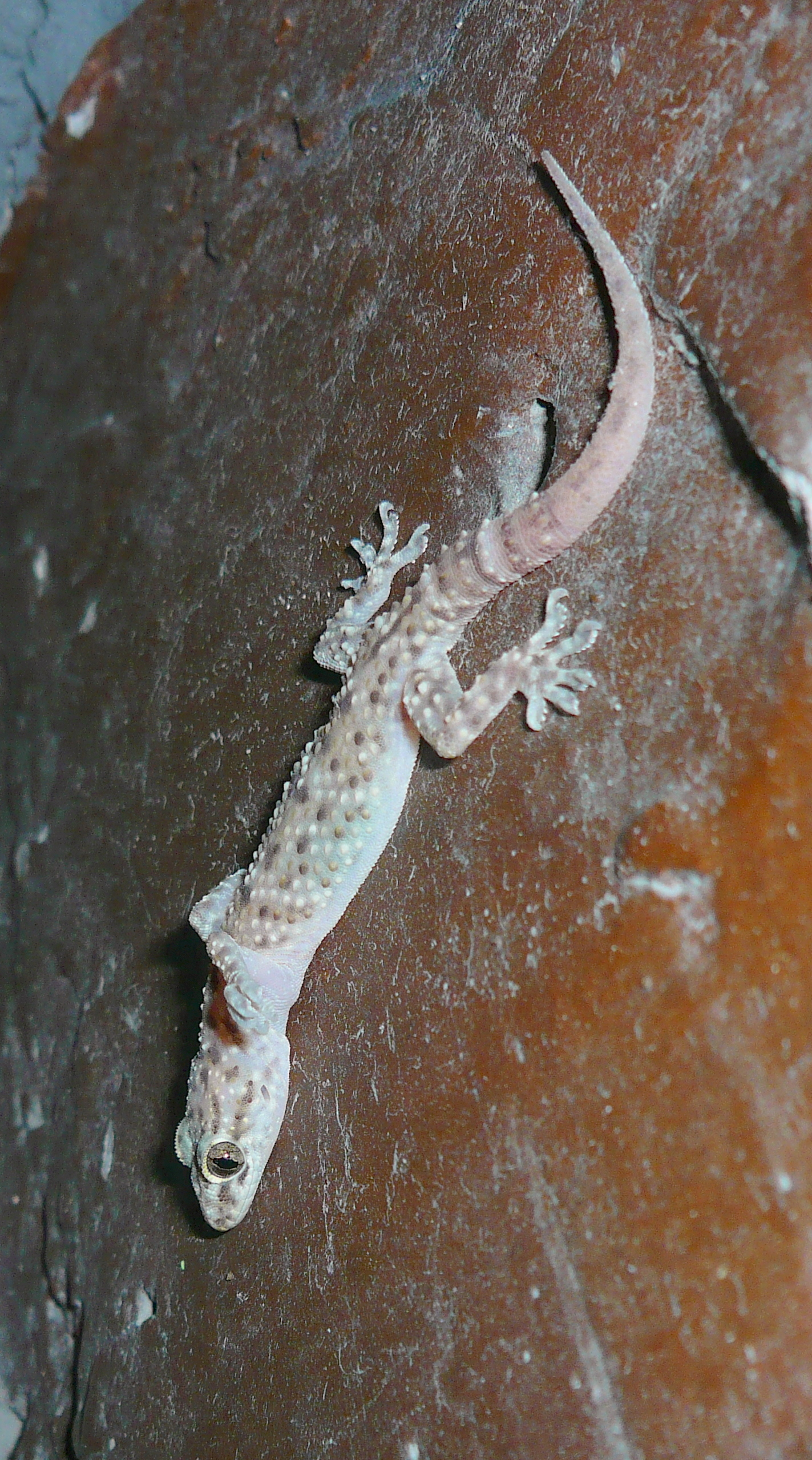
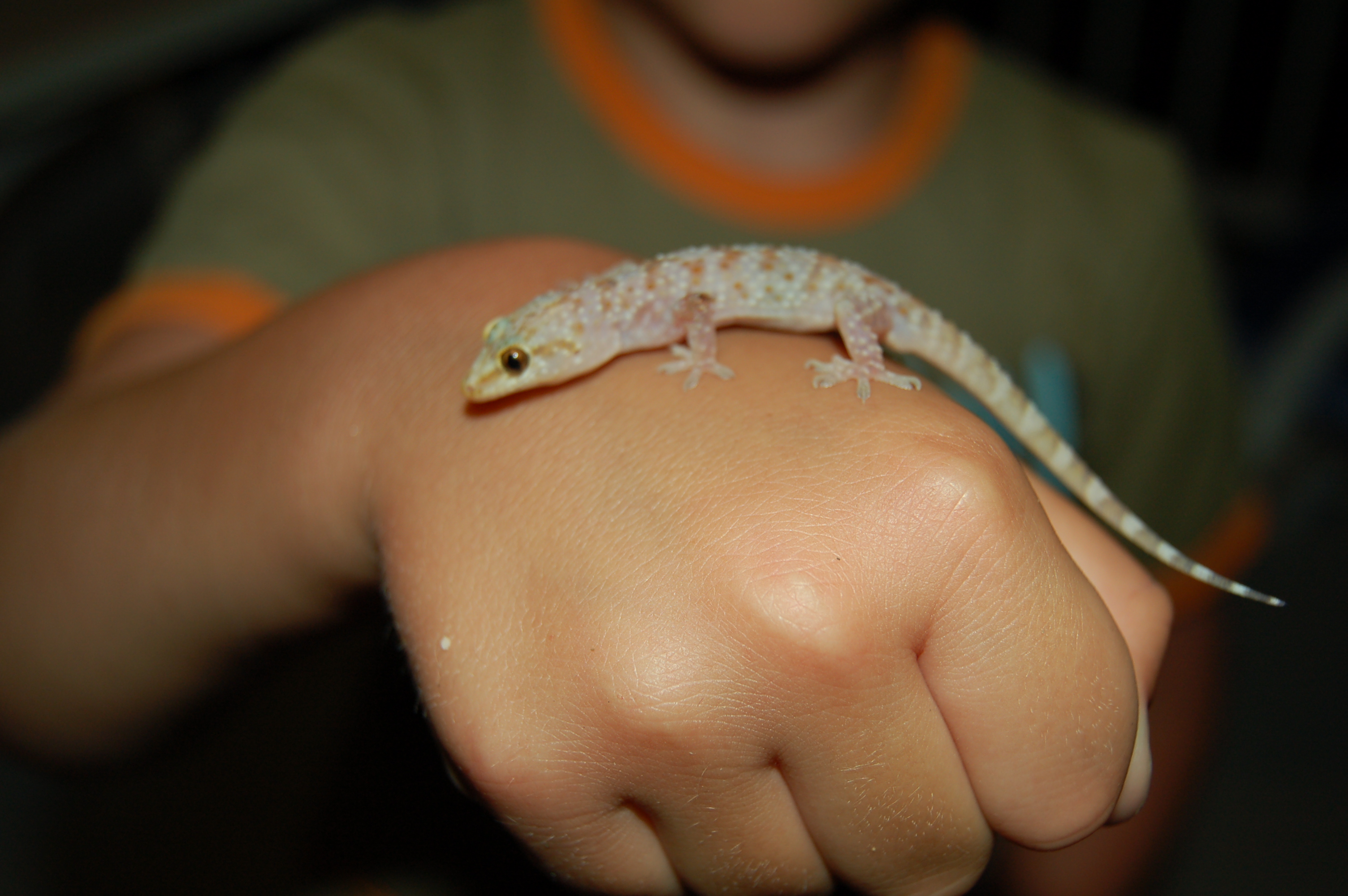
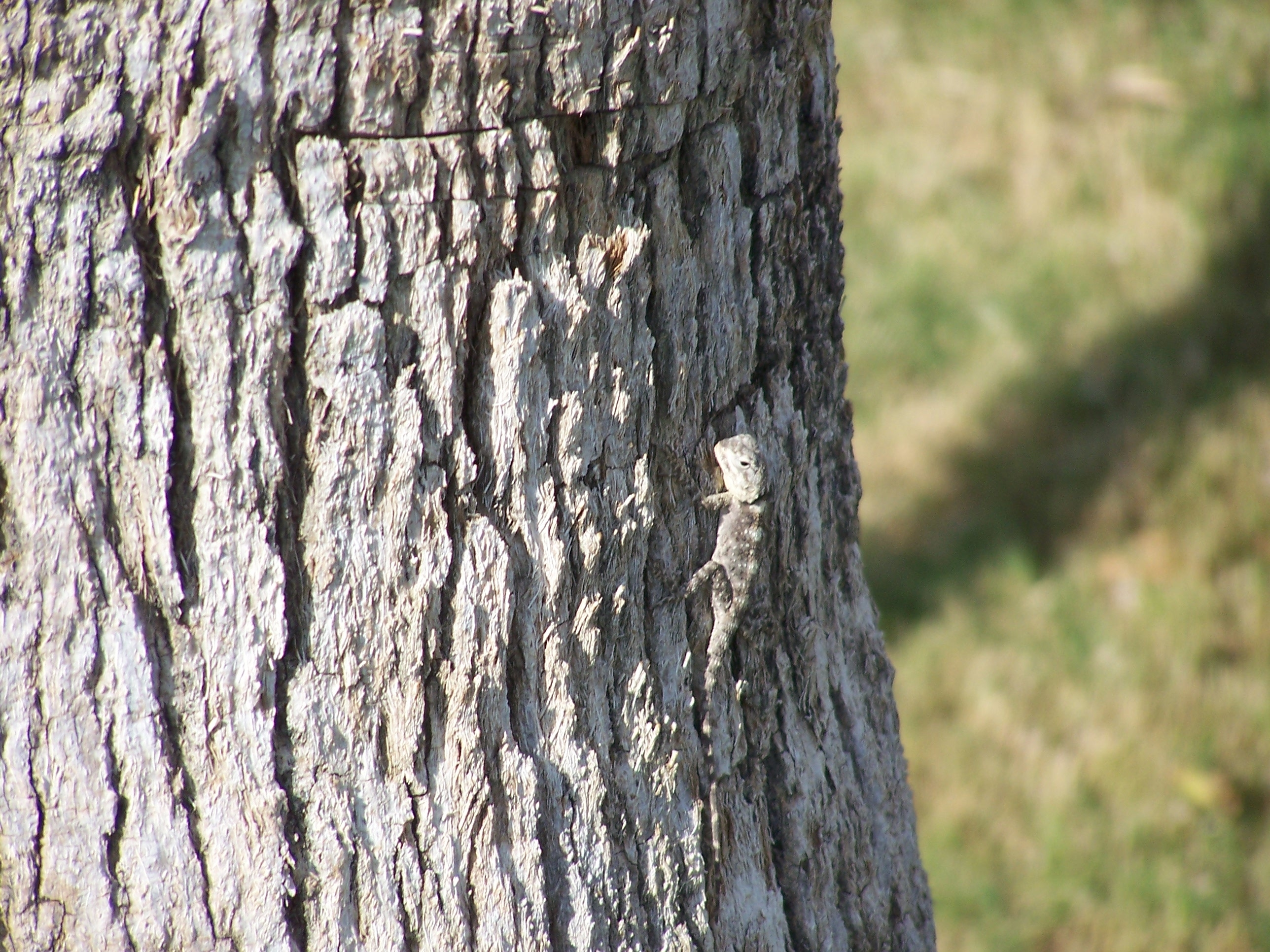
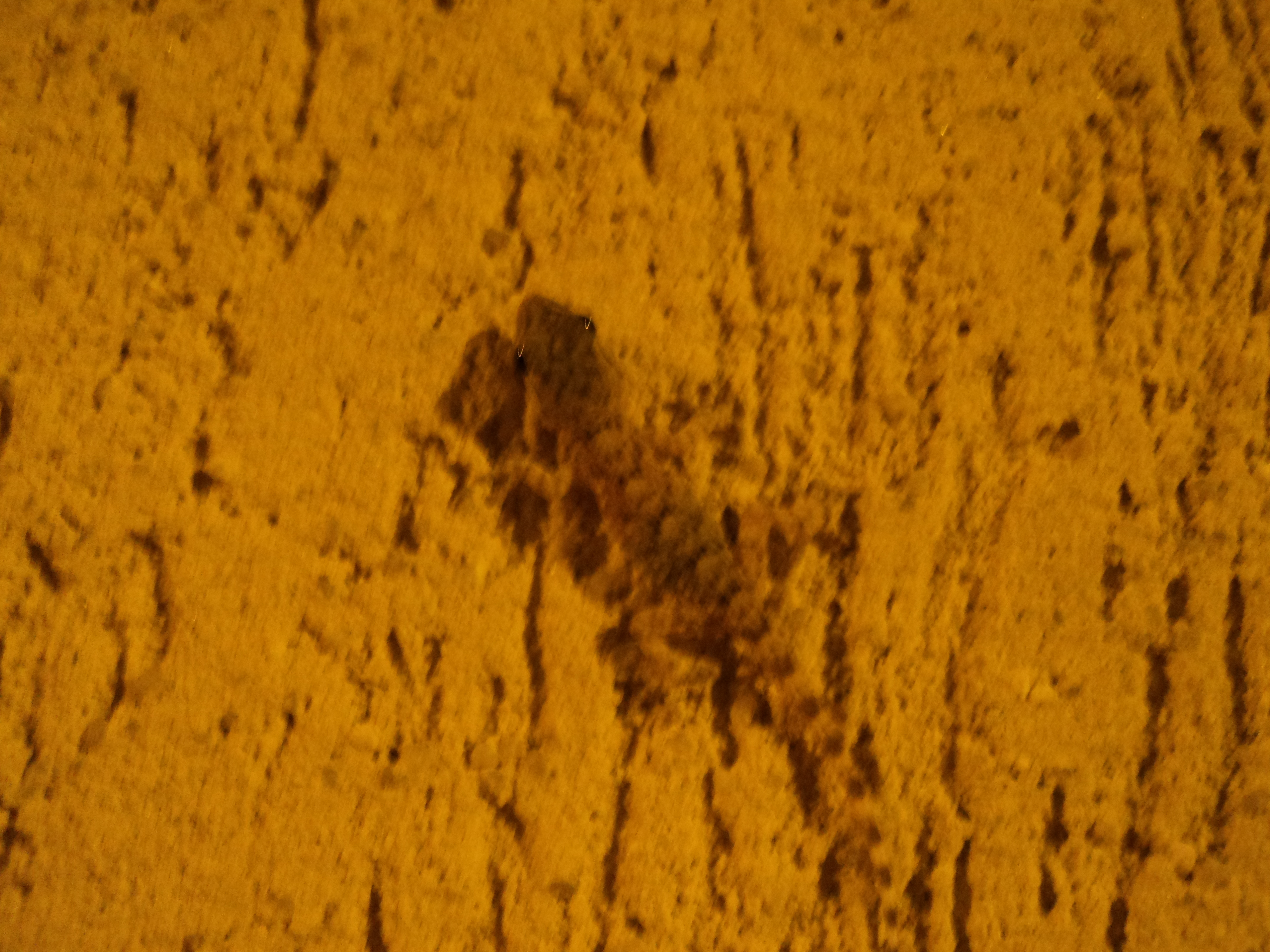